# Alejandro Delfino
Alejandro Alfredo Delfino (9 de julio, Provincia de buenos aires, Argentina, 18 de septiembre de 1989) es un futbolista argentino, que juega de defensor central. Se desempeña actualmente en Trasandino de la Segunda División de Chile.

## Biografía
Alejandro tiene tres hermanos: Christian, Carolina y Diego. Sus padres son Graciela y Juan Carlos, ellos son de General Villegas pero ya hace casi 20 años que están en 9 de julio. Vivieron en la Estancia «Las Rosas» y luego se instalaron en la ciudad. Jugó desde los 5 a los 12 años en el Club Atlético 9 de Julio. Paso por todas la categorías que hay entre esas edades y jugó algunos partidos en Cuarta. En el 2003 llegó a Banfield a través de Jorge Cyserzpiller. Estuvo en el preseleccionado Sub-20 con Sergio Batista

## Clubes
| Club                 | País      | Año       | PJ  | Goles |
| -------------------- | --------- | --------- | --- | ----- |
| Banfield             | Argentina | 2009-2012 | 57  | 0     |
| Deportes Antofagasta | Chile     | 2012-2018 | 156 | 6     |
| → Rangers (cedido)   | Chile     | 2018      | 15  | 0     |
| Deportes Antofagasta | Chile     | 2019      | 10  | 1     |
| Rangers              | Chile     | 2020-2021 | 18  | 1     |
| Deportes Recoleta    | Chile     | 2022-2023 | 38  | 1     |
| Trasandino           | Chile     | 2024-Act. |     |       |

## Palmarés
| Título                        | Club     | País      | Año    |
| ----------------------------- | -------- | --------- | ------ |
| Primera División de Argentina | Banfield | Argentina | A-2009 |